# Clube Atlético Paranaibense
Maillots
Dernière mise à jour : 4 février 2012.
Le Clube Atlético Paranaibense est un club brésilien de football basé à Paranaíba dans l'État du Mato Grosso do Sul.